# Szánkó az 1972. évi téli olimpiai játékokon
Az 1972. évi téli olimpiai játékokon a szánkó versenyszámait Szapporóban rendezték meg február 4. és 10. között.
A férfiaknak 2 versenyszámban, a nőknek 1 versenyszámban osztottak érmeket.

## Részt vevő nemzetek
A versenyeken 13 nemzet 83 sportolója vett részt.
- Ausztria (AUT) (8 – 5 férfi, 3 nő)
- Egyesült Államok (USA) (10 – 8 férfi, 2 nő)
- Franciaország (FRA) (1 – 1 férfi)
- Japán (JPN) (7 – 4 férfi, 3 nő)
- Kanada (CAN) (4 – 4 férfi)
- Lengyelország (POL) (8 – 5 férfi, 3 nő)
- Liechtenstein (LIE) (1 – 1 férfi)
- Nagy-Britannia (GBR) (6 – 6 férfi)
- NDK (GDR) (9 – 6 férfi, 3 nő)
- NSZK (FRG) (10 – 7 férfi, 3 nő)
- Norvégia (NOR) (3 – 3 férfi)
- Olaszország (ITA) (9 – 7 férfi, 2 nő)
- Szovjetunió (URS) (7 – 4 férfi, 3 nő)

## Éremtáblázat
(Az egyes számoszlopok legmagasabb értéke vagy értékei vastagítással kiemelve.)
| Az 1972. évi téli olimpiai játékok éremtáblázata szánkóban | Az 1972. évi téli olimpiai játékok éremtáblázata szánkóban | Az 1972. évi téli olimpiai játékok éremtáblázata szánkóban | Az 1972. évi téli olimpiai játékok éremtáblázata szánkóban | Az 1972. évi téli olimpiai játékok éremtáblázata szánkóban | Olimpia  |
| ---------------------------------------------------------- | ---------------------------------------------------------- | ---------------------------------------------------------- | ---------------------------------------------------------- | ---------------------------------------------------------- | -------- |
|                                                            | Ország                                                     | Arany                                                      | Ezüst                                                      | Bronz                                                      | Összesen |
| 1.                                                         | NDK (GDR)                                                  | 3                                                          | 2                                                          | 3                                                          | 8        |
| 2.                                                         | Olaszország (ITA)                                          | 1                                                          | 0                                                          | 0                                                          | 1        |
|                                                            |                                                            |                                                            |                                                            |                                                            |          |
| Összesen                                                   | Összesen                                                   | 4                                                          | 2                                                          | 3                                                          | 9        |

## Érmesek
| Az 1972. évi téli olimpiai játékok érmesei szánkóban |                                                        |         |                           |              |                                                     |         |
| Versenyszám                                          | Arany                                                  | Arany   | Ezüst                     | Ezüst        | Bronz                                               | Bronz   |
| Férfi egyes                                          | Wofgang Scheidel · NDK (GDR)                           | 3:27,58 | Harald Ehring · NDK (GDR) | 3:28,39      | Wolfgang Fiedler · NDK (GDR)                        | 3:28,73 |
| Kettes                                               | Olaszország (ITA) · Paul Hildgartner · Walter Plaikner | 1:28,35 | nem adták ki              | nem adták ki | NDK (GDR) · Klaus-Michael Bonsack · Wolfram Fiedler | 1:29,16 |
| Kettes                                               | NDK (GDR) · Horst Hörnlein · Reinhard Bredow           | 1:28,35 | nem adták ki              | nem adták ki | NDK (GDR) · Klaus-Michael Bonsack · Wolfram Fiedler | 1:29,16 |
| Női egyes                                            | Anna-Maria Müller · NDK (GDR)                          | 2:59,18 | Ute Rührold · NDK (GDR)   | 2:59,49      | Margit Schumann · NDK (GDR)                         | 2:59,54 |